# 君津住宅
株式会社君津住宅（きみつじゅうたく）は、千葉県君津市に本社を置く中堅ハウスメーカー。「君津」と名乗っているが君津市内のみでなく、千葉県各地に営業拠点を構える。
ジェフユナイテッド市原・千葉のユニフォームスポンサーとして左袖にそれぞれロゴが表示されている。かつてはジェフユナイテッド市原・千葉レディースのユニフォームスポンサーとして背中の背番号上にロゴ表記、千葉ロッテマリーンズのオフィシャルスポンサーとしてホーム用ユニフォームのパンツ右上にロゴ表記していた。

## 略歴
- 1990年（平成2年）10月 - 有限会社として設立
- 1993年（平成5年） - 株式会社に改組。

## 君津住宅グループ
- 株式会社ナカノ商事
- 株式会社アイ・ティ・エム・ユー

## CMキャラクター
- 峰岸徹 2003年 -
- 布川敏和 2005年 -
- 里崎智也（千葉ロッテマリーンズ） 2006年 -
- 成瀬善久（千葉ロッテマリーンズ） 2008年 -